# Авиационные происшествия Аэрофлота 1954 года

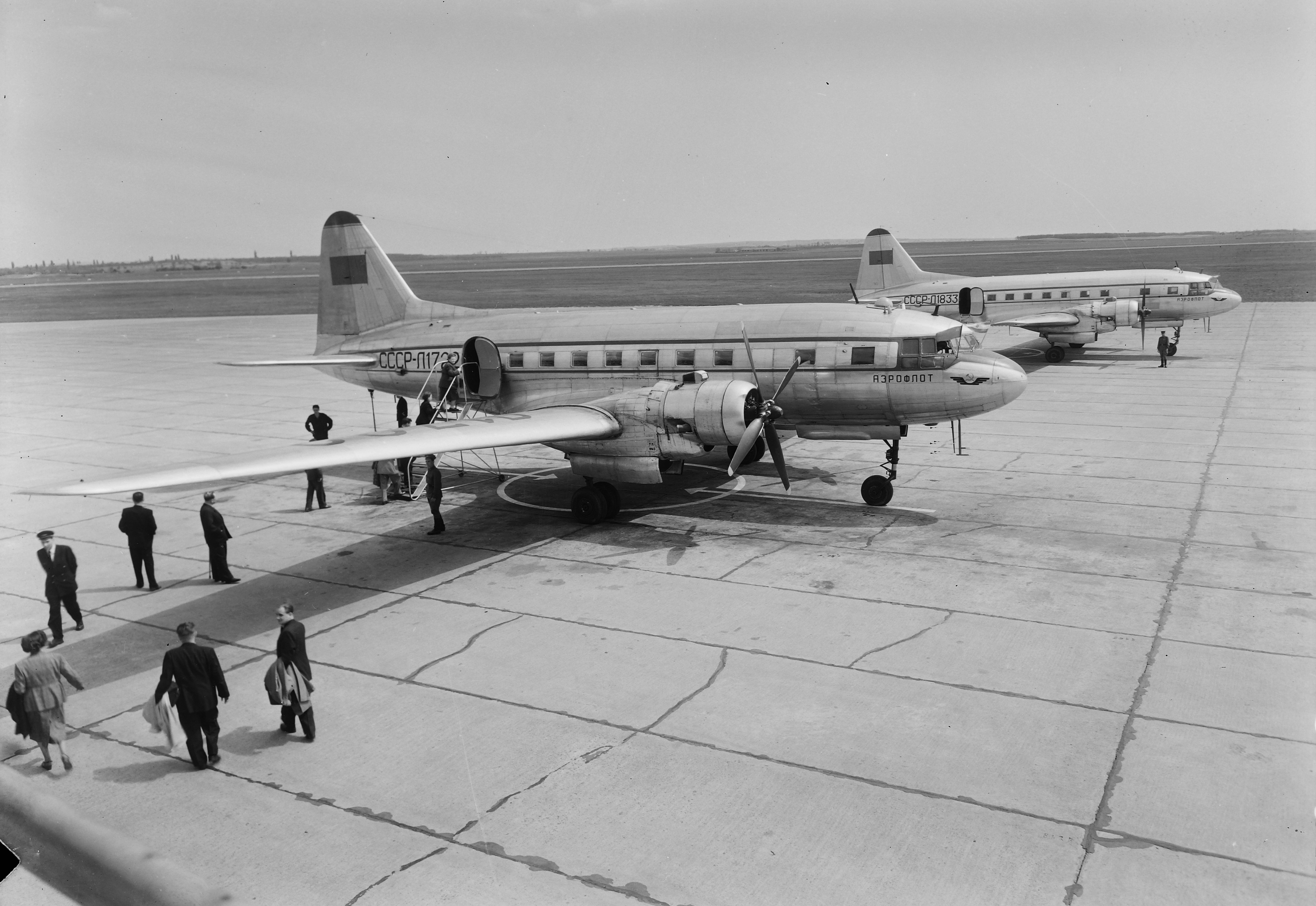
Ил-12П предприятия «Аэрофлот»

Авиационные происшествия и инциденты, включая угоны, произошедшие с воздушными судами Главного управления гражданского воздушного флота при Совете министров СССР («Аэрофлот») в 1954 году.
В этом году крупнейшая катастрофа с воздушными судами предприятия «Аэрофлот» произошла 27 сентября близ Новосибирска, когда самолёт Ил-12П при заходе на посадку отклонился от глиссады и врезался в деревья, полностью разрушившись, при этом погибли 29 человек (подробнее…).

## Список
Отмечены происшествия и инциденты, когда воздушное судно было восстановлено.
| Дата                  | Место                                                              | ВС     | Бортовой номер | Управление        | Жертв | Описание | И      |
| --------------------- | ------------------------------------------------------------------ | ------ | -------------- | ----------------- | ----- | --- | ------ |
| 8 января 1954 года    | Таллин                                                             | Ли-2   |                | Эстонская ОАГ     | 1/9   | Попытка захвата рейса Ленинград—Таллин двумя вооружёнными пистолетами пассажирами (мужчина и женщина), требовавшими лететь в Финляндию. Воспользовавшись отвлечением захватчиков, бортмеханик Тимофей Ромашкин бросился на них, после чего с помощью пилотов те были обезоружены и скручены, а самолёт вернулся в Таллин. Позже бортмеханик умер от полученных ран. | [ 1 ]  |
| 27 января 1954 года   | Зангезурский хребет, Кара-Даг, 12 км З Цахкашена, 39 км от Еревана | Ли-2   | Л4105          | Армянская ОАГ     | 6/6   | В ходе зондирования атмосферы отклонился от трассы; при снижении врезался в гору | [ 2 ]  |
| 22 февраля 1954 года  | 11 км З Будённовска                                                | По-2А  | А1495          | Северо-Кавказское | 1/1   | Врезался в землю после дезориентации пилота в условиях белой мглы | [ 3 ]  |
| 18 марта 1954 года    | озеро Слободское, Холмогорский район                               | По-2   | Ф208           | Северное          | 1/2   | Упал на лёд озера после дезориентации пилота в условиях снегопада | [ 4 ]  |
| 7 апреля 1954 года    | близ Апатитов                                                      | По-2Л  | Ж119           | Северное          | 1/1   | Врезался в лёд озера после дезориентации пилота в условиях снегопада | [ 5 ]  |
| 8 мая 1954 года       | близ Игарки                                                        | По-2С  |                | Полярной авиации  | 2/2   | В ходе перегонки самолёта пьяный пилот испытал обморок | [ 6 ]  |
| 8 мая 1954 года       | Северный Ледовитый океан, близ Северного полюса                    | Ан-2Т  | Н140           | Полярной авиации  | 0/5   | При заходе на посадку потерял скорость и упал на лёд из-за преждевременного включения реверса воздушного винта | [ 7 ]  |
| 10 мая 1954 года      | Шайтанка, Нижнетагильский район                                    | По-2А  | А2782          | Западно-Сибирское | 1/1   | В ходе авиационно-химических работ из-за ошибки в пилотировании потерял скорость и упал на землю | [ 8 ]  |
| 25 мая 1954 года      | Рябковка, Чутовский район                                          | По-2А  | А2505          | Украинское        | 1/1   | В ходе авиационно-химических работ врезался в землю из-за потери больным пилотом дееспособности | [ 9 ]  |
| 26 мая 1954 года      | Обка, Зейский район                                                | По-2Л  | Л2004          | Дальневосточное   | 1/2   | В ходе лесопатрульных работ уклоняясь от столкновения с горой потерял скорость и войдя в штопор упал на склон | [ 10 ] |
| 19 июня 1954 года     | Усть-Камчатский район, С Старой Кравчи, 24 км Ю Козыревска         | По-2Л  | Л2021          | Дальневосточное   | 3/3   | Из-за воздушного хулиганства пилота (выполнение фигур пилотажа) потерял скорость и войдя в штопор врезался в землю | [ 11 ] |
| 23 июня 1954 года     | Белый, Бельский район                                              | По-2А  | А2021          | Латвийская ОАГ    | 1/1   | Из-за воздушного хулиганства пилота (выполнение фигур пилотажа над городом) потерял скорость и войдя в пике врезался в землю | [ 12 ] |
| июль 1954 года        | Новосибирск                                                        | Ил-12  |                |                   | 0/1   | Угон самолёта бортмехаником Поляковым В., который намеревался протаранить дом неверной супруги. Поостыв, угонщик приземлился обратно на аэродром, где и был арестован. Благодаря ходатайству авиаконструктора Сергея Ильюшина, был приговорён всего к 3 годам тюрьмы                                                                                                | [ 1 ]  |
| 4 июля 1954 года      | 800 м от Санглока, близ Дангары                                    | По-2Л  | Л1767          | Таджикское        | 1/1   | Столкновение с горой при пролёте ущелья; пилот был пьян и почти не спал | [ 13 ] |
| 30 июля 1954 года     | станция Перевальная, 30 км Ю Сталинабада                           | По-2А  | А1727          | Таджикское        | 1/2   | При пролёте гор под безопасной высотой врезался в деревья на склоне | [ 14 ] |
| 26 августа 1954 года  | 13,5 км ЮВ Южно-Сахалинска                                         | Ли-2   | Л4679          | Дальневосточное   | 26/27 | Столкновение с горой при заходе на посадку (подробнее…) | [ 15 ] |
| 27 августа 1954 года  | Павловка, Арцизский район                                          | По-2А  | А1867          | Украинское        | 1/1   | В ходе авиационно-химических работ зацепил землю и капотировал | [ 16 ] |
| 27 сентября 1954 года | близ Северного, Новосибирск                                        | Ил-12П | Л1365          | Западно-Сибирское | 29/29 | При заходе на посадку врезался в деревья (подробнее…) | [ 17 ] |
| 28 октября 1954 года  | гора Сивуха, верховье Маны (54°30′25″ с. ш. 94°41′10″ в. д.)       | Ил-12П | Л1365          | Московское        | 19/19 | Столкновение с горой после отклонения от трассы (подробнее…) | [ 18 ] |
| 5 ноября 1954 года    | Советский район, близ Поздеевки, 1,5 км от Тола                    | По-2А  | А2767          | Дальневосточное   | 1/1   | Столкновение в воздухе | [ 19 ] |
| 5 ноября 1954 года    | Советский район, близ Поздеевки, 1,5 км от Тола                    | По-2А  |                | Дальневосточное   | 0/1   | Столкновение в воздухе | [ 19 ] |
| 12 ноября 1954 года   | Кольцово, Свердловск                                               | Ли-2   | Л4519          | Северное          | 6/15  | После взлёта потерял скорость и упал на землю из-за ошибочного выпуска щитков | [ 20 ] |
| 5 декабря 1954 года   | Первомайский, 4,5 км СЗ Алма-Аты                                   | Ил-12П | Л1320          | Казахское         | 1/19  | После взлёта из-за подозрения в пожаре был отключен левый двигатель; при заходе на посадку на военный аэродром самолёт перешёл в сваливание и врезавшись в препятствия упал на землю (подробнее…) | [ 21 ] |